# Đa Tốn
Đa Tốn là một xã thuộc huyện Gia Lâm, thành phố Hà Nội, Việt Nam.

## Địa lý
Xã Đa Tốn nằm ở phía nam huyện Gia Lâm kề sát đê tả ngạn sông Hồng, có vị trí địa lý:
- Phía đông giáp xã Kiêu Kỵ
- Phía tây giáp xã Đông Dư và xã Bát Tràng
- Phía nam giáp tỉnh Hưng Yên
- Phía bắc giáp thị trấn Trâu Quỳ.

Xã Đa Tốn có diện tích 7,39 km², dân số năm 2022 là 22.658 người, mật độ dân số đạt 3.066 người/km².
Xã có sông Cầu Bây chảy từ quận Long Biên qua thị trấn Trâu Quỳ tới Đa Tốn (hiện nay nguồn nước con sông này bị ô nhiễm nghiêm trọng) rồi đổ vào sông Bắc Hưng Hải tại xã Kiêu Kỵ.

## Hành chính
Xã Đa Tốn được chia thành 5 thôn: Đào Xuyên, Khoan Tế, Lê Xá, Ngọc Động, Thuận Tốn.

## Lịch sử
Trước đây, địa bàn xã Đa Tốn thuộc tổng Đa Tốn, huyện Gia Lâm, phủ Thuận An, gồm các xã: Đào Xuyên, Khoan Tế, Thuận Tốn, Lê Xá, Ngọc Động. 
Sau Cách mạng tháng Tám năm 1945, hợp nhất các xã Đào Xuyên, Khoan Tế, Thuận Tốn thành xã Minh Tân và hợp nhất các xã Lê Xá, Ngọc Động thành xã Đa Tốn. 
Năm 1947, hợp nhất xã Minh Tân và Đa Tốn thành xã Đại Minh, sau đó sáp nhập thêm các thôn của xã Kiêu Kỵ thành xã Đại Hưng. 
Năm 1956, chia xã Đại Hưng thành xã Đại Hưng (gồm các thôn: Đào Xuyên, Lê Xá, Ngọc Động, Thuận Tốn, Khoan Tế) và xã Tân Hưng (gồm các thôn: Kiêu Kỵ, Gia Cốc, Báo Đáp, Hoàng Xá, Chu Xá).
Ngày 20 tháng 4 năm 1961, Quốc hội ban hành Nghị quyết về việc sáp nhập xã Đại Hưng và xã Tân Hưng vào thành phố Hà Nội quản lý.
Ngày 31 tháng 5 năm 1961, Hội đồng Chính phủ ban hành 78-CP. Theo đó, xã Đại Hưng và xã Tân Hưng thuộc huyện Gia Lâm, thành phố Hà Nội quản lý.
Năm 1966, đổi tên xã Đại Hưng thành xã Đa Tốn.

## Giao thông
Xã Đa Tốn có nhiều trục đường chính quan trọng như:
- Tỉnh lộ 195: đi từ Long Biên tới qua xã Đa Tốn tới tỉnh Hưng Yên. Đoạn tỉnh lộ 195 đi qua xã quen gọi là đê Long Biên – Xuân Quan hay đê Bát Tràng.
- Tỉnh lộ 379: từ nút giao với cao tốc Hà Nội – Lạng Sơn (tại xã Đông Dư) đi qua xã Đa Tốn nối với quốc lộ 39 tại xã Dân Tiến, huyện Khoái Châu, tỉnh Hưng Yên.
- Cao tốc Hà Nội – Hải Phòng (đường 5B) chạy qua cánh đồng các thôn Đào Xuyên, Lê Xá, Ngọc Động.
- Đường Đông Dư – Dương Xá: đi qua xã nối tỉnh lộ 195 với quốc lộ 5.
- Đường Đa Tốn: nối tỉnh lộ 195 tại dốc Bát Tràng qua ngã ba Chợ Bún đi xã Kiêu Kỵ.
- Đường Đa Tốn – Kiêu Kỵ – Tân Quang: đi tỉnh Hưng Yên cắt qua đường Kiêu Kỵ. (tỉnh lộ 179) tại ngã tư chợ Kiêu Kỵ.
- Hệ thống xe buýt: 47A, 47B, 69, E01, E02, E03, E10.